# Ernst Kalb
Ernst Kalb (* 11. Januar 1930 in Oberursel; † 3. Juli 2015) war Domkapitular im Bistum Mainz.

## Leben
Nach dem Abitur studierte Kalb Katholische Theologie an der Johannes Gutenberg-Universität Mainz und der Universität Innsbruck. In Mainz wurde er aktives Mitglied der katholischen Studentenverbindung KStV Kurpfalz im KV. Am 24. Juli 1955 empfing Kalb durch Bischof Albert Stohr in Mainz das Sakrament der Priesterweihe. Anschließend folgten Stationen als Kaplan in St. Andreas (Lampertheim) und St. Joseph (Alzey) [zweite Josephskirche]. Im Jahr 1959 kam er erneut nach Lampertheim und wurde dort als Religionslehrer an der Kreisberufsschule Bergstraße eingesetzt, gleichzeitig arbeitete er als Stadt- und Dekanatsjugendseelsorger.
Bischof Hermann Volk ernannte Kalb 1964 zum Assistenten in der Schulabteilung des Bischöflichen Ordinariates in Mainz. Kalb fungierte dort als stellvertretender Dezernent für den schulischen Religionsunterricht und war für die Fort- und Weiterbildung der Religionslehrer zuständig. Kalb wurde 1986 Nachfolger von Domdekan Hermann Berg als Leiter des Dezernates Schulen und Hochschulen. Im selben Jahr wurde er Mitglied des Mainzer Domkapitels.
Im Laufe seiner Dezernentenzeit kümmerte er sich um verschiedenen Konzepte und Methoden: Texterklärender Religionsunterricht, Münchner Methode, Kerygmatischer Religionsunterricht, Bibelunterricht, Problemorientierter Religionsunterricht.
Im Jahr 2000 trat er als Dezernent in den Ruhestand. Papst Johannes Paul II. verlieh ihm am 1986 für seine Verdienste den Titel Ehrenkaplan Seiner Heiligkeit und 1990 wurde er zum „Ehrenprälat“ ernannt.
Von 1997 bis 2004 wirkte er zudem als Vizepräsident der Mainzer Bistumsgruppe der Gesellschaft für mittelrheinische Kirchengeschichte.
Kalb wurde am 13. Juli 2015 auf dem Domfriedhof in Mainz beigesetzt.